# الاحتجاجات البيلاروسية 2020
الاحتجاجات البيلاروسية 2020 (بالبيلاروسية: Акцыі пратэсту ў Беларусі[بحاجة لمصدر]) (بالروسية: Акции протеста в Белоруссии[بحاجة لمصدر])، الملقبة بثورة النعال، أو ثورة مكافحة الصراصير هي سلسلة من الاحتجاجات المستمرة في الشارع وحركة ضد الرئيس ألكسندر لوكاشينكو، كجزء من حركة الديمقراطية البيلاروسية في الفترة التي تسبق الانتخابات الرئاسية البيلاروسية عام 2020، لمنع الولاية السادسة في المنصب.
تكاثفت الاحتجاجات التي بدأت متواضعةً بعد إعلان نتائج الانتخابات الرسمية في ليلة العاشر من أغسطس، والتي أُعلن فيها لوكاشينكو فائزًا. رفضت سفياتلانا تسيخانوسكايا، المنافس الرئيس للوكاشينكو، هذه النتائج باعتبارها مزورة وادّعت أنها قد حازت على 60 – 70% من الأصوات. في 14 أغسطس، أعلنت تشكيل مجلس التنسيق، وفُتحت طلبات العضوية أمام جميع البيلاروسيين الموافقين على أن الانتخابات الرسمية تعرضت للتزوير. في 12 أكتوبر، أصدر مجلس التنسيق إنذارًا نهائيًا للوكاشينكو ليوقف جميع أعمال القمع ويطلق سراح المعتقلين ويتنحى عن الرئاسة بحلول 25 أكتوبر. بعد أن فشل لوكاشينكو في الامتثال، بدأت الإضرابات على مستوى البلاد في 26 أكتوبر.
في 23 سبتمبر، أعلن إعلام دولة بيلاروسيا أن لوكاشينكو قد نُصّب رئيسًا لولاية أخرى مدتها خمس سنوات في مراسم وجيزة أُقيمت سرًا. في اليوم التالي، نشر الاتحاد الأوروبي تصريحًا نفى شرعية الانتخابات ودعا إلى انتخابات جديدة وأدان أعمال القمع والعنف بحق المحتجين. في الثاني من أكتوبر، طرح الاتحاد الأوروبي عقوبات بحق 40 مسؤولًا بيلاروسيًا متهمين بالقمع السياسي والتلاعب بالأصوات. لم يكن اسم لوكاشينكو نفسه مُدرجًا في اللائحة. استجابت الحكومة البيلاروسية بفرض عقوبات مناظرة ضد لائحة لم يُكشف عنها من مسؤولي الاتحاد الأوروبي. علاوة على ذلك، اتهم لوكاشينكو الاتحاد الأوروبي و«منظمات غربية» أخرى بمحاولة «الإضرار ببيلاروسيا» عبر زعزعة استقرار النظام الحالي ودعم المعارضة.
واجه المحتجون اضطهادًا عنيفًا على يد السلطات. أشار بيان صادر عن المفوضية السامية للأمم المتحدة لحقوق الإنسان في الأول من سبتمبر إلى وجود أكثر من 450 حالة موثقة من التعذيب وسوء المعاملة بحق المعتقلين، بالإضافة إلى تقارير عن اعتداءات جنسية واغتصاب. في نهاية عام 2020، وثق مركز فيسانا لحقوق الإنسان 1,000 شهادة لضحايا التعذيب.

## خلفية
شغل ألكسندر لوكاشينكو منصب رأس دولة بيلاروسيا منذ عام 1994، ولم يقف منافس خطير أمامه في الانتخابات الخمسة الماضية، ما أدى إلى إشارة وسائل الإعلام إليه بصفته «آخر دكتاتور في أوروبا». تكرر قمع الحكومةِ المعارضةَ في ظل حكمه الاستبدادي.
واجه لوكاشينكو معارضة جماهيرية أكبر في خضم تعامله مع جائحة فيروس كورونا، الذي أنكر لوكاشينكو كونَه تهديدًا خطيرًا. من بين الانتخابات الخمسة التي فاز بها لوكاشينكو، لم يعتبر المراقبون العالميون إلا أولها في عام 1994 حرًا ونزيهًا.
أثناء الحملة الرئاسية لعام 2020، صرحت المرشحة الرئاسية سفياتلانا تسيخانوسكايا أن على شعب بيلاروسيا إيجاد وسيلة لحماية أصواتهم. بحسب مقابلة أُجريت مع فراناك فياكوركا، ابن قائد المعارضة فينكوك فياكوركا، كانت الاحتجاجات ضد لوكاشينكو «دون قائد».

## قبل الانتخابات
بدأت الاحتجاجات، التي سُميت ثورة النعال والثورة ضد الصرصور، على يد رجل الأعمال والمدوِّن سيرغي تيكانوفسكي عندما أشار إلى قصيدة الأطفال الصرصور الوحش لكورني تشوكوفسكي.
تدور القصة الأصلية المنشورة في عام 1923، حول حشرةٍ دكتاتور لكنه هشّ وحكمه المروّع الوجيز الفوضوي على جميع الحيوانات الأخرى. قُورنت بقصة ملابس الإمبراطور الجديدة. في إشارته، قارن تيكانوفسكي بين لوكاشينكو والصرصور في القصة. في القصيدة الأصلية، يأكل عصفورٌ الصرصورَ في النهاية؛ ويشير تيكانوفسكي إلى النعال رمزًا إلى سحق الصرصور.
سافر تيكانوفسكي عبر بيلاروسيا وبث مقابلات مع أناس عشوائيين على قناته على اليوتيوب بلاد للأبد. أظهر معظم مُجيبيه معارضتهم لوكاشينكو والحكومة الحالية.
اعتقلت السلطات البيلاروسية تيكانوفسكي في نهاية شهر مايو من عام 2020، واتُهم رسميًا بكونه عميلًا أجنبيًا. في يونيو من عام 2020، حدثت احتجاجات الشوارع ضد لوكاشينكو. سجّل عدد من مرشحي المعارضة أسماءهم للانتخابات الرئاسية البيلاروسية لعام 2020، لكن اعتُقل الكثير منهم.
في إحدى المقابلات، ادعى لوكاشينكو أن احتجاجات المعارضة كانت جزءًا من مؤامرة حاكها أجنبيون اقترحَ أنهم قد يكونون أمريكان، أو أعضاءً في حلف الناتو، أو روسًا، أو حتى أوكرانيين. في 19 يونيو، أعلن لوكاشينكو أنه قد «أحبط محاولة انقلاب»، ما أفضى إلى اعتقال منافسه الرئيس من المعارضة فيكتار باباريكا. وفقًا لشبكة سي إن إن، صرح باباريكا أن تُهم الرشوة والفساد مزورة وأن الاعتقال كان لغاية سياسية هي منعه عن الفوز في الانتخابات الرئاسية.
بمجرد اعتقال السلطات لباباريكا، بدأ الناس المشي في الشوارع ليُظهروا معارضتهم. اعتُقل أيضًا ناشطون من المعارضة، ومحتجون، وصحفيون، ومدونون في خضم الإجراءات القمعية. قدرت مجموعة حقوق الإنسان فياسنا أن نحو 1,300 شخصًا قد اعتُقلوا لمشاركتهم في الاحتجاجات بين بداية مايو ونهاية أغسطس.
سجّلت زوجة تيكانوفسكي، سفياتلانا تسيخانوسكايا، اسمها باعتبارها، مرشحة للانتخابات بعد اعتقال باباريكا. أصر لوكاشينكو على أن البلاد لم تكن جاهزةً لتحكمها امرأة. أعلنت فيرونيكا تسيبكالو زوجة المشرح غير المسجل فاليري تسيبكالو أنها وماريا كاليسنيكافا، رئيسة طاقم حملة باباريكا الانتخابية، ستنضمان إلى حملة سفياتلانا تسيخانوسكايا وتدعمانها.
قادت الاحتجاجات إلى طرح أسئلةِ إلى متى قد يستمر النزاع، وما إذا كان سيتصعد إلى أعمال عنف من الممكن أن تتطور إلى ثورة كاملة، على غرار الطريقة التي انقلبت فيها احتجاجات الميدان الأوروبي إلى ثورة في أوكرانيا في عام 2014. ذكر ذه جيرمان مارشال فَند، وهو مجمع تفكير أمريكي، أن الاحتجاجات كانت أكثر انتشارًا، وقُمعت على نحو أكثر وحشية من احتجاجات بيلاروسيا السابقة.
أفادت منظمة الأمن والتعاون في أوروبا (أو إس سي إي) أنها لن تُراقب انتخابات عام 2020 لأن ذلك لم يُطلب منها. كانت هذه المرة الأولى منذ عام 2001 التي لا يُراقب فيها مكتب المؤسسات الديمقراطية وحقوق الإنسان (أو دي آي إتش آر) التابع لأو إس سي إي الانتخابات في بيلاروسيا. لم تعترف أو إس سي إي بأي انتخابات حرة ونزيهة في بيلاروسيا منذ عام 1995، وقد أعاقت الحكومة مهماتها السابقة لمراقبة الانتخابات في البلاد.

### احتجاجات مايو
في 24 مايو، احتج المئات ضد الرئيس ألكسندر لوكاشينكو وقراره بالترشح للانتخابات الرئاسية البيلاروسية لعام 2020. حمل المحتجون ضد الحكومة نعالًا رمزًا إلى احتجاجهم ضد النظام. استمرت التظاهرات والحشود بقوة خلال هطول الأمطار وعلى امتداد مايو ويونيو. في 27 مايو، زحف المتظاهرون وصفقوا على امتداد البلاد ثم اشتبكوا مع الشرطة. قُذفت الشرطة بالنعال وسُمعت أهازيج تصف الحكومة مثل «أيها الصرصور» و «استقِلْ أيها الجرذ». احتج الرجال والنساء الكبار في السن يوميًا حتى الانتخابات. شوهد بعدها رجال شُرطة يرتدون البالاكلافا يعتقلون اليوتيوبر الشهير سيرغي تيكانوفسكي.

## الأحداث

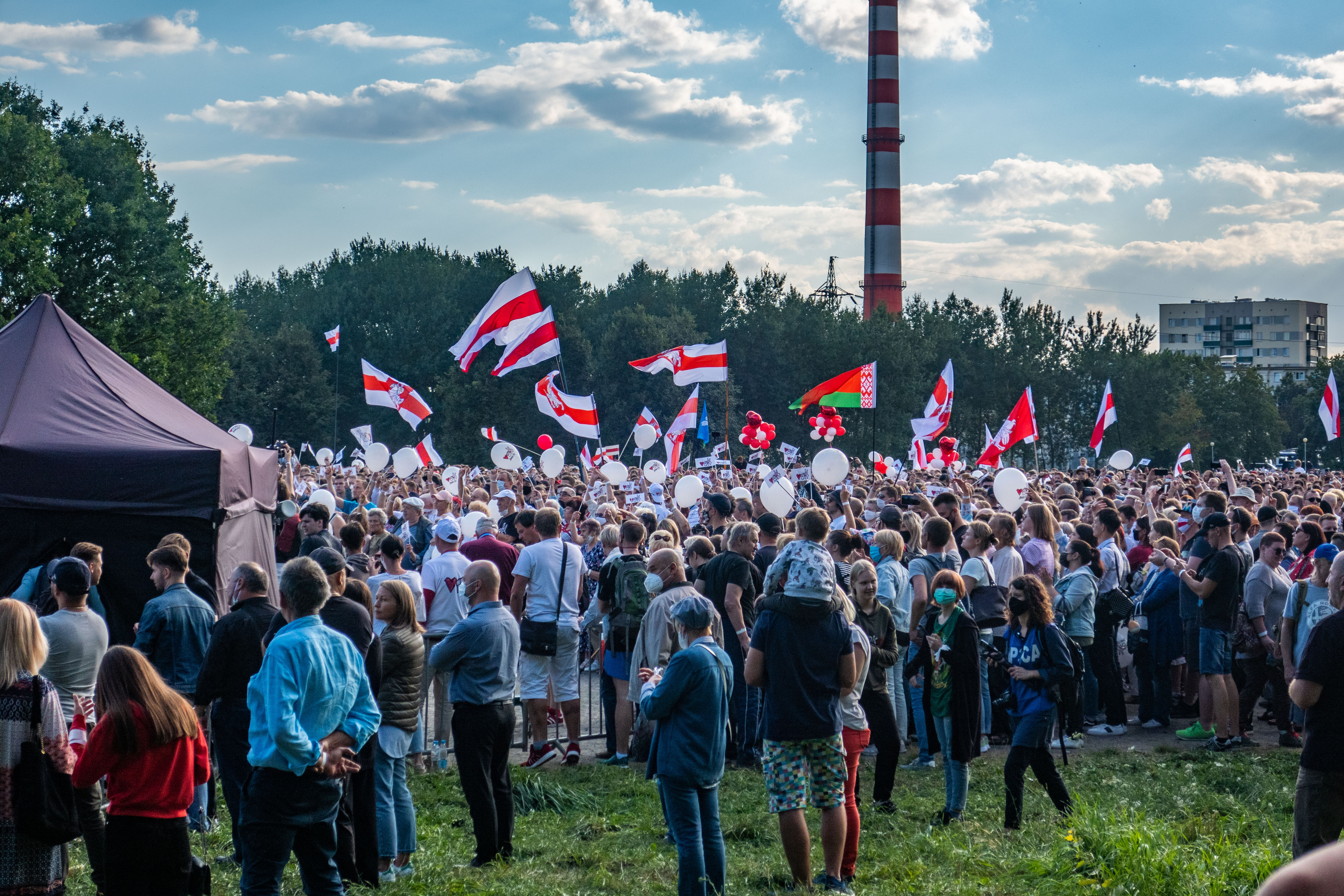
مسيرة لدعم سفيتلانا تيخونوفسكايا في مينسك (30 يوليو 2020)

وصف رجل الأعمال والمدون سيرجي تيخانوفسك لوكاشينكو بأنه «صرصور» كما هو الحال في قصيدة الأطفال "The Mighty Cockroach"، حيث تم احتجاز النعال الذي يشير إلى ختم الصرصور في أواخر مايو 2020 بتهمة كونه عميلًا أجنبيًا. في يونيو 2020، أدت الموافقة المنخفضة على لوكاشينكو وسط تعامله مع وباء الفيروس التاجي إلى احتجاجات في الشوارع، بعد أن رفض لوكاشينكو تهديد فيروس كوفيد-19. سجل العديد من مرشحي المعارضة للانتخابات المقبلة نتيجة للحركة، ولكن تم اعتقال العديد من المرشحين.
في 19 يونيو، أعلن لوكاشينكو أنه «أحبط محاولة انقلاب»، مما أدى إلى اعتقال منافس المعارضة الرئيسي فيكتار باباريكا. ذكر بابارينكا أن تهمتي الرشوة والفساد تم تزويرها وأن الاعتقال له دوافع سياسية لمنعه من الفوز في الانتخابات. كما تم اعتقال نشطاء المعارضة والصحفيين والمدونين كجزء من حملة القمع. زعم لوكاشينكو أن احتجاجات المعارضة جزء من مؤامرة أجنبية. سجلت زوجة سيرجي تيخانوفسك، سفيتلانا تيخونوفسكايا، كمرشحة في الانتخابات القادمة بعد اعتقال مرشح المعارضة، فيكتور باباريكا.
بدأت الاحتجاجات تشير إلى أنه من المحتمل أن يستمر النزاع لأشهر ويتصاعد في العنف، وقد يتطور في ثورة كاملة، على غرار تحول احتجاجات الميدان الأوروبي إلى ثورة في أوكرانيا عام 2014. وقد لاحظ صندوق مارشال الألماني، وهو مؤسسة فكرية أنها أكثر انتشارًا وأكثر قمعًا من الاحتجاجات السابقة.
أفادت منظمة الأمن والتعاون في أوروبا أنها لن تراقب انتخابات 2020 لأنها لم ترسل دعوة في الوقت المناسب. لم تعترف أي انتخابات في بيلاروسيا بأنها حرة ونزيهة منذ عام 1995.
في 23 يوليو، ألقى لوكاشينكو باللوم على هيئة الإذاعة البريطانية وإذاعة أوروبا الحرة / راديو الحرية في تشجيع أعمال الشغب وهدد بحظر الإعلام الغربي من تغطية الانتخابات.

### 9 أغسطس 2020
بعد إغلاق مراكز الإقتراع خرج المتظاهرون إلى الشوارع في العاصمة مينسك، احتجاجًا على اللوائح التي اعطيت للمراقبين المدنيين والتي تقول ان الاغلبية صوتت لصالح الرئيس الحالي.

### 10 أغسطس 2020
ادعى ألكسندر لوكاشينكو أنه حقق فوزًا ساحقًا في الانتخابات، حيث أعلنت لجنة الانتخابات في 10 أغسطس 2020 أنه حصل على 80.23% من الأصوات ضد زعيم المعارضة سفياتلانا تسيخانوسكايا. عقب الإعلان، اندلعت مظاهرات حاشدة في مدن بيلاروسيا، حيث استخدمت شرطة مكافحة الشغب الغاز المسيل للدموع والقنابل الصوتية لتفريق الحشود.
اتهم الرئيس البيلاروسي الكسندر لوكاشينكو، دولاً أوروبيّة بالوقوف وراء الاحتجاجات قائلا «الاحتجاجات الشعبية التي حصلت في بيلاروسيا أول أمس، كانت تحت سيطرة بولندا وبريطانيا والتشيك»، موضحاً أنه «تم رصد وتسجيل مكالمات من هذه البلدان».

### 11 أغسطس 2020
زعيمة المعارضة في بيلاروسيا سفيتلانا تيخانوفسكايا تغادر البلاد إلى ليتوانيا، جاء إعلان ذلك على لسان وزير خارجية ليتوانيا حيث قال ان سفيتلانا الآن في امان وقدم لها ولأطفالها سكن وحراسة. وفي تسجيل على يوتيوب، قالت زعيمة المعارضة تيخانوفسكايا إنها غادرت البلاد بموافقتها، بعد أن كانت المتحدثة باسمها قد أعلنت إجبار السلطات البيلاروسية تيخانوفسكايا على مغادرة البلاد.

### 16 أغسطس 2020
خروج مظاهرتين في العاصمة البيلاروسية مينسك واحدة تطالب بعزل الرئيس ألكسندر لوكاشينكو وصل عدد المتظاهرين فيها أكثر من 200 الف والأخرى لدعم الرئيس قامت الحكومة بجمعهم من كافة المناطق في حافلات كبيرة وصل عددهم حوالي 50 الف. قام لوكاشينكوا بالخطاب أمام مناصرية قائلا «ان مسألة إعادة الانتخابات ممكنة في حالة واحدة وهي بعد قتلي».

### 17 أغسطس 2020
تراجع لوكاشينكوا وأكد انه بالإمكان إعادة الانتخابات الرئاسية إذا كان الشعب يريد ذلك ولكن بعد تعديل الدستور الذي يجب ان يدخل حيّز التنفيذ بعد تصويت المواطنين عليه في استفتاء عام.

### 19 أغسطس 2020
أعلن رئيس المجلس الأوروبي بعد اجتماع طارئ شارل ميشيل بان الاتحاد الأوروبي لا يعترف بنتائج الانتخابات الرئاسية وسوف يفرض الاتحاد عقوبات على مسؤولين بيلاروسين لهم علاقة بقمع المضاهرات والاعتداء على المتظاهرين وتزوير الانتخابات ولا يستعبد فرضها أيضا على الرئيس لوكاشينكوا.